# Steve Aoki
Steven "Steve" Hiroyuki Aoki (Miami, 30 november 1977) is een Amerikaans dj en muziekproducent van Japanse afkomst.
Steve Aoki werd geboren in Miami en groeide op in Newport Beach, Californië. Hij haalde zijn diploma aan de Newport Harbor High School in 1995. Aoki studeerde aan de Universiteit van Californië, Santa Barbara en studeerde af in vrouwenstudies en sociologie. Hij is het derde kind van Rocky Aoki en Chizuru Kobayashi. Aoki verscheen in een aflevering van de superheldenserie Arrow op 20 maart 2013 om 20.00 uur EST. Hij speelde zichzelf als DJ tijdens de feestelijke opening van Oliver Queen's fictieve nachtclub.
In 2022 werd hij geselecteerd om een ruimtereis om de Maan te maken als onderdeel van project dearMoon. Op 1 juni werd dit project geannuleerd.

## Dim Mak Records
In 1996 richtte hij zijn eigen platenlabel op, genaamd Dim Mak Records. Het label begon met het uitbrengen van hardcore punk, daarna groeide het uit tot een label voor dance en electro. Het label heeft muziek van onder andere: MSTRKRFT, The Bloody Beetroots, Atari Teenage Riot, Felix Cartal, Mustard Pimp, Klaxons, Scanners, Whitey en Mystery Jets.

## Muziek
Steve Aoki's debuutalbum is een mixalbum, Pillowface and his Airplane Chronicles, dat uitkwam in januari 2008. 
Zijn nieuwste soloalbum getiteld Wonderland verscheen in januari 2012. Op Wonderland werkt hij samen met artiesten zoals LMFAO, Kid Cudi, Travis Barker, Will.i.am, Wynter Gordon, Rivers Cuomo, Lil Jon, Chiddy Bang, Lovefoxxx, Linkin Park en Big John Duncan (voormalig gitarist van punkband The Exploited).
Aoki heeft zijn livereputatie mede te danken aan de taarten die hij tijdens zijn optredens het publiek in gooit.

## Discografie

### Albums
| Album met hitnotering(en) in de Vlaamse Ultratop 200 albums | Datum van verschijnen | Datum van binnenkomst | Hoogste positie | Aantal weken | Opmerkingen |
| ----------------------------------------------------------- | --------------------- | --------------------- | --------------- | ------------ | ----------- |
| Pillowface and his airplane chronicles                      | 22-01-2008            | -                     |                 |              |             |
| Wonderland                                                  | 10-01-2012            | 11-08-2012            | 199             | 1            |             |

### Singles
| Single met eventuele hitnotering(en) in de Nederlandse Top 40 | Datum van verschijnen | Datum van binnenkomst | Hoogste positie | Aantal weken | Opmerkingen                                                  |
| ------------------------------------------------------------- | --------------------- | --------------------- | --------------- | ------------ | ------------------------------------------------------------ |
| I'm in the House                                              | 2009                  | 05-12-2009            | tip2            | -            | met Zuper Blahq / Nr. 40 in de Single Top 100                |
| No Beef                                                       | 2011                  | 17-12-2011            | 26              | 7            | met Afrojack & Miss Palmer / Nr. 23 in de Single Top 100     |
| We're All no one                                              | 16-01-2011            | 24-12-2011            | tip2            | -            | met Nervo & Afrojack / Nr. 89 in de Single Top 100           |
| Beat Down                                                     | 20-08-2012            | 06-10-2012            | tip10           | -            | met Angger Dimas & Iggy Azalea / Nr. 59 in de Single Top 100 |
| Boneless                                                      | 2014                  | 18-10-2014            | tip2            | -            | met Chris Lake & Tujamo                                      |
| Just Hold On                                                  | 2016                  | 17-12-2016            | tip2            | -            | met Louis Tomlinson / Nr. 70 in de Single Top 100            |
| Lie to Me                                                     | 2018                  | 28-07-2018            | tip18           | -            |                                                              |
| Waste It on Me                                                | 2018                  | 03-11-2018            | tip13           |              | met BTS                                                      |

| Single met hitnotering(en) in de Vlaamse Ultratop 50 | Datum van verschijnen | Datum van binnenkomst | Hoogste positie | Aantal weken | Opmerkingen                    |
| ---------------------------------------------------- | --------------------- | --------------------- | --------------- | ------------ | ------------------------------ |
| Warp 1.9                                             | 2009                  | 31-10-2009            | tip23           | -            | met The Bloody Beetroots       |
| I'm in the House                                     | 2009                  | 23-01-2010            | 43              | 2            | met Zuper Blahq                |
| No Beef                                              | 2011                  | 05-11-2011            | tip5            | -            | met Afrojack & Miss Palmer     |
| We're All No One                                     | 2011                  | 21-01-2012            | tip56           | -            | met Nervo & Afrojack           |
| Ladi Dadi                                            | 22-02-2012            | 24-03-2012            | tip45           | -            | met Wynter Gordon              |
| Beat Down                                            | 2012                  | 22-09-2012            | tip59           | -            | met Angger Dimas & Iggy Azalea |
| Just Hold On                                         | 2016                  | 24-12-2016            | 26              | 10           | met Louis Tomlinson            |

## Trivia
- In mei 2022 was Aoki als zichzelf te zien als een cameo in de Netflix-film Senior Year.